# Goriče (gmina Postojna)
Goriče – wieś w Słowenii, w gminie Postojna. W 2018 roku liczyła 77 mieszkańców.